# Parazodarion raddei
Genre
Espèce
Synonymes
- Zodarion raddei Simon, 1889
- Zodarion vlasovi Sytshevskaja, 1937

Parazodarion raddei, unique représentant du genre Parazodarion, est une espèce d'araignées aranéomorphes de la famille des Zodariidae.

## Distribution
Cette espèce se rencontre au Kazakhstan, en Ouzbékistan, au Tadjikistan, au Turkménistan, en Afghanistan, en Iran et aux Émirats arabes unis.

## Description
Le mâle décrit par Ovtchinnikov, Ahmad et Gurko en 2009 mesure 3,75 mm et la femelle 5,00 mm.

## Systématique et taxinomie
Cette espèce a été décrite sous le protonyme Zodarion raddei par Simon en 1889. Elle est placée dans le genre Parazodarion  par Ovtchinnikov, Ahmad et Gurko en 2009.

## Étymologie
Cette espèce est nommée en l'honneur de Gustav Radde.

## Publications originales
- Simon, 1889 : « Arachnidae transcaspicae ab ill. Dr. G. Radde, Dr. A. Walter et A. Conchin inventae (annis 1886-1887). » Verhandlungen der kaiserlich-königlichen zoologisch-botanischen Gesellschaft in Wien, vol. 39, p. 373-386 (texte intégral).
- Ovtchinnikov, Ahmad & Gurko, 2009 : « Parazodarion, a new genus of the spider family Zodariidae (Araneae) from Asia. » Vestnik zoologii, vol. 43, p. 471-474 (texte intégral).